# 149-й гвардейский мотострелковый полк
149-й гвардейский мотострелковый Ченстоховский Краснознамённый, ордена Красной Звезды полк (149 мсп) — тактическое формирование в составе Сухопутных войск СССР и Российской Федерации.

## История

### Великая Отечественная война
В мае 1941 года в г. Первомайск Николаевской области Украинской ССР была сформирована 6-я воздушно-десантная бригада 3-го воздушно-десантного корпуса.
20 ноября 1941 года в результате отхода 6-й вдбр в направлении Черниковы Дворы, под большим нажимом превосходящих сил противника с танками, одновременно отошла и 5-я вдбр в направлении Илюшины Дворы, поэтому стык между 3-м вдк и 160-й стрелковой дивизией был открыт, что дало возможность противнику легко овладеть городом Тим. Период создавшейся сложной обстановки совпал с моментом передачи командования и переформирования 3-го вдк в 87-ю стрелковую дивизию.
В ноябре 1941 года 6-я вдбр была переформирована в 96-й стрелковый полк (96-й сп) в составе 87-й стрелковой дивизии.
96-й сп в составе 87-й сд участвовал в боях на участке Юго-Западного фронта в составе 40-й армии.
19 января в ходе этих боёв 87-я стрелковая дивизия приказом Народного Комиссара обороны СССР за проявленное мужество и отвагу была преобразована в 13-ю гвардейскую стрелковую дивизию (13-я гв.сд). 96-й сп был переименован в 39-й гвардейский стрелковый полк (39-й гв.сп). Новая нумерация частям дивизии была присвоена 4 марта 1942 года.
В составе 13-й гв.сд 39-й гв.сп участвовал в следующих сражениях:
- Сталинградская битва;
- Курская битва;
- Львовско-Сандомирская операция;
- Висло-Одерская операция;
- Нижнесилезская операция;
- Верхнесилезская операция;
- Берлинская операция;
- Пражская операция.

За проявленный героизм и мужество личным составом 39-го гв.сп при освобождении г. Ченстохова, ему было присвоено почётное наименование Ченстоховский.

### Послевоенный период
По окончании войны 18 ноября 1945 года 13-я гв.сд переформирована в 13-ю гвардейскую механизированную Полтавскую ордена Ленина, дважды Краснознамённую, орденов Суворова и Кутузова дивизию (13-я гв.мд) с дислокацией в г. Вена в составе Центральной группы войск. При этом 39-й гв.сп был переформирован в 45-й гвардейский механизированный полк (45-й гв.мп).
При расформировании Центральной группы войск в 1955 году, 13-я гв.мд была выведена в ПрикВО для расформирования.
В составе 38-й армии ПрикВО находилась 39-я механизированная дивизия (бывшая 53-я сд, позднее 318-я сд). 16 ноября 1955 года 13-я гв.мд была объединена с 39-й гв.мд. Так как порядковые номера воинских частей остались от 39-й мд а почётные регалии от 13-й гв.мд, 45-й гв.мп сменил нумерацию на 149-й гв.мп, а соединение стало 39-й гвардейской механизированной дивизией (39-я гв.мд).
Осенью 1956 года 149-й гв.мп в составе 39-й гв.мд вошёл в Венгрию и участвовал в подавлении вооружённой оппозиции в ходе Венгерского восстания.
По окончании боевых действий в декабре 1956 года 39-я гв.мд была переформирована в 21-ю гвардейскую танковую дивизию в составе Южной группы войск в г. Веспрем, Венгерской Народной Республики.
В связи с этим 149-й гв.мп, как избыточный механизированный полк в штате танковой дивизии был передан в феврале 1957 года в состав 128-й гвардейской мотострелковой дивизии (128-я гв.мсд), которая прибыла в Венгрию для подавления мятежа из состава ПрикВО. При этом 149-й гв.мп переформирован в  149-й гвардейский мотострелковый Ченстоховский ордена Красной Звезды полк (149-й гв.мсп).
По нормализации ситуации в Венгерской Народной Республике, в 1957 году 149-й гв.мсп в составе 128-й гв.мсд был выведен на место прежней дислокации в г. Мукачево Закарпатской области Украинской ССР с новым условным обозначением (в/ч 30213).
В период с 21 августа и по 25 октября 1968 года, 149-й гв.мсп в составе 128-й гв.мсд, участвовал в операции «Дунай» по подавлению восстания в ЧССР, известного как Пражская весна.

### Афганская война

Состав 149-го мсп, 1986 год.

#### Ввод в Афганистан
В декабре 1979 года Политбюро ЦК КПСС приняло решение о вводе советских войск в Афганистан. Поскольку все соединения в военных округах СССР, граничащих с Афганистаном, являлись кадрированными (неполного состава), было произведено развёртывание мотострелковых дивизий САВО и ТуркВО до штата военного времени.
Личный состав воинских частей разворачиваемых дивизий был частично доукомплектован за счёт военнообязанных, призванных из запаса, военнослужащих, переброшенных из других военных округов, а также за счёт включения развёрнутых полков, которые были целиком передислоцированы из других военных округов и групп войск.
Подобным образом 149-й гв.мсп был выведен из состава 128-й гв.мсд и в период с 7 по 9 января 1980 года был доукомплектован до штатов военного времени (2200 человек) и передислоцирован со всем личным составом, штатным вооружением и боевой техникой до 15 января в Термез Узбекской ССР в подчинение 201-й мотострелковой дивизии (далее по тексту — 201-я мсд).
К этому моменту в Термез из Душанбе Таджикской ССР была передислоцирована 201-я мсд, которая находилась на стадии окончательного укомплектования и проводила боевое слаживание подразделений.
15 февраля 1980 года 149-й гв.мсп был введён в Афганистан и к 28 февраля прибыл к новому пункту дислокации возле аэропорта г. Кундуз, провинции Кундуз в северо-восточной части страны, с новым условным обозначением (в/ч пп 82869).

#### Дислокация подразделений 149-го полка в Афганистане
В связи с необходимостью организации сторожевого охранения, как и во всех линейных полках и бригадах в составе ОКСВА, подразделения 149-го гв.мсп были рассредоточены по нескольким пунктам дислокации:
- Комплекс военных городков при штабе 201-й мсд южнее г. Кундуз:
  - штаб 149-го гв.мсп
  - подразделения боевого и тылового обеспечения (рота связи, ремрота, разведрота, инженерно-сапёрная рота, полковой медпункт и т. д.)
  - 1-й мотострелковый батальон
  - 2-й мотострелковый батальон
  - артиллерийский дивизион
- Крепость Драпсака[4] на северной окраине Кундуза (ошибочно называлась военнослужащими СА Балахивар, по аналогии с крепостью Бала-Хиссар в Кабуле):
  - взвод 9-й мотострелковой роты 3-го мсб
  - 3-я танковая рота танкового батальона
- н.п. Алиабад, находящийся на дороге между городами Кундуз и Пули-Хумри в 16 километрах южнее штаба 149-го гв.мсп.
  - Подразделения 3-го мсб
- В провинции Баглан:
  - 3-й мсб рассредоточен сторожевыми заставами по трём направлениям:«северный», «центральный» и «южный».
- В провинции Тахар:
  - Талукан — штаб танкового батальона (тб). Сам тб рассредоточен сторожевыми заставами.

#### Боевая деятельность полка
Личный состав полка участвовал в крупномасштабных армейских, дивизионных, полковых, частных боевых операциях и рейдах, как в ближних — к пункту постоянной дислокации (ППД), провинциях: Кундуз, Баглан, Тахар, Саманган, Балх, Бадахшан, так и в удалённых от ППД (Кундуз), афганских провинциях: Парван, Панджшер, Нангархар, Кунар, Пактия, Герат и т. д..

Подразделения полка, исполняли рейдовые функции, а также несли службу на блокпостах и сторожевых заставах в своей зоне ответственности (в уездах указанных выше афганских провинций).
За период пребывания в Демократической Республике Афганистан 149-м полком в составе 201-й мсд было уничтожено и захвачено:
- 104 фортификационных сооружений противника;
- 7 артиллерийских орудий;
- 196 миномётов;
- 371 крупнокалиберных пулемётов;
- 13 переносных зенитных ракетных комплексов;
- 2 зенитные установки;
- 6962 единицы стрелкового оружия;
- 45 противотанковых управляемых реактивных снарядов;
- 320 ручных противотанковых гранатомётов;
- 532 реактивных снаряда;
- 6525 килограммов взрывчатых веществ;
- 1354 противотанковых и противопехотных мин;
- 15 фугасов;
- 263 склада с вооружением, боеприпасами и другим военным имуществом;
- 24 радиостанции.

### 149-й полк после вывода из Афганистана и до распада СССР
После вывода из Афганистана в феврале 1989 года 201-я мсд была возвращена на место прежней дислокации, теперь уже в составе ТуркВО, так как в 1989 году САВО был расформирован.
Временно сформированная в пунктах её прежней дислокации 134-я мотострелковая дивизия была переформирована в 92-й мотострелковый полк.
149-й гв.мсп прибыл на новое место дислокации — в г. Куляб Таджикской ССР.

### 149-й полк после распада СССР

#### Смена подчинённости
После распада Советского Союза 201-я мсд была включена в состав Объединённых Вооружённых Сил СНГ.
В условиях гражданской войны в Таджикистане указом Президента РФ от 9 сентября 1992 года «О переходе под юрисдикцию России воинских формирований, находящихся на территории Таджикистана» и приказом Министра обороны РФ от 22 сентября 1992 года части 201-й мсд в полном составе были включены в состав ВС РФ.
С декабря 1997 года дивизия была подчинена Приволжскому военному округу Вооружённых Сил РФ.
С 2001 года — в составе Приволжско-Уральского военного округа.
С 2010 года — в составе Центрального военного округа (859-й отдельный мотострелковый батальон в составе 201 военной базы).

#### Период Гражданской войны в Таджикистане
В период Гражданской войны в Таджикистане с лета 1992 года и по 1997 год, 149-й гв.мсп в составе 201-й мсд выполнял боевые задачи по нейтрализации вооружённых формирований таджикской оппозиции и занимался охраной важных военных и государственных объектов.

### Переформирование 149-го полка
В 2004 году в связи с переформированием 201-й мотострелковой дивизии в 201-ю военную базу, полк вошёл в её состав.
В 2009 году в связи с реформами в ВС РФ и переходом на бригадную основу, 149-й гв.мсп был переформирован в 859-й отдельный гвардейский мотострелковый Ченстоховский Краснознамённый, ордена Красной Звезды батальон 201-й военной базы. Также на базе 149-го полка были созданы и прикреплены к 201-й военной базе: 729-й отдельный гаубичный самоходный артиллерийский дивизион, зенитный дивизион, 30-я отдельная медицинская рота и ряд других частей и подразделений).
В 2012 году в связи c обратным переформированием 201-й военной базы на дивизионный состав, на базе 859-го омсб и других частей и подразделений сформированных ранее при переформировании полка в 2009 года, был сформирован по новой 149-й гвардейский мотострелковый полк.
В ноябре 2015 года Минобороны России заявило о передислокации полка из Куляба в Душанбе.
15 декабря 2015 года 149-й гвардейский мотострелковый полк был передислоцирован из Кулябского в Душанбинский гарнизон 201-й военной базы. При этом 7-я общеобразовательная школа военного городка Кулябского гарнизона передана органам власти Таджикистана, как и весь военный городок.
В 2014 году полк был воссоздан. В 2016 г. расформирован с переходом 201-й базы на бригадную ОШС.

## Награды 149-го полка
- 12 января 1945 года — приказом Верховного Главнокомандующего за взятие г. Ченстохова, 149-й гв.мсп удостоен почётного наименования «Ченстоховский»
- 8 мая 1945 года — приказом Верховного Главнокомандующего за взятие г. Дрезден, 149-й гв.мсп награждён орденом Красной Звезды.
- 4 мая 1983 года — указом Президиума Верховного Совета СССР за проявленные личным составом мужество и героизм 149-й гв.мсп награждён орденом Красного Знамени[1].

## Герои Советского Союза и Герои России 149-го полка
Следующие военнослужащие 39-го гвардейского стрелкового полка и 149-го гвардейского мотострелкового полка, были удостоены высших государственных наград за мужество и героизм проявленные в боевых действиях:

### Великая Отечественная война
Грязнов, Владимир Михайлович — лейтенант, командир взвода автоматчиков 39-го гвардейского стрелкового полка. Звание Героя Советского Союза присвоено 10 апреля 1945 года.
 Подкопай, Иван Яковлевич — капитан, командир роты автоматчиков 39-го гвардейского стрелкового полка. Звание Героя Советского Союза присвоено 22 февраля 1944 года (посмертно).
 Фролов, Николай Никифорович — младший сержант, наводчик станкового пулемёта стрелковой роты 39-го гвардейского стрелкового полка. Звание Героя Советского Союза присвоено 10 апреля 1945 года. Погиб в бою через неделю после награждения.

### Афганская война
Акрамов, Наби Махмаджанович — старший лейтенант, командир 6-й мотострелковой роты 149-го гвардейского мотострелкового полка. Звание Героя Советского Союза присвоено 5 июля 1982 года.
 Дауди, Ильяс Дильшатович — старший сержант, командир разведывательного отделения разведывательной роты 149-го гвардейского мотострелкового полка. Звание Героя России присвоено 27 декабря 2009 года.

### Гражданская война в Таджикистане
Оловаренко, Валерий Леонидович — лейтенант, командир танкового взвода 149-го гвардейского мотострелкового полка. Звание Героя России присвоено 3 июля 1993 года (посмертно).
 Мишин, Игорь Анатольевич. — старший лейтенант, командир разведывательного взвода 149-го гвардейского мотострелкового полка. Звание Героя России присвоено 29 ноября 1994 года (посмертно).

## Командиры 149-го полка
Неполный список командиров полка:
- Суменков Иван Иванович — июль 1973 — ноябрь 1975;
- Загибалов Борис Алексеевич — июль 1976 — июнь 1978;
- Бородин Владимир Алексеевич — июнь 1978 — сентябрь 1979;
- Пузанов Игорь Евгеньевич — январь 1980 — август 1981;
- Воронин Валентин Иванович — август — декабрь 1981;
- Кузнецов Валерий Евгеньевич — декабрь 1981 — август 1982;
- Логинов Валерий Александрович — август 1982 — август 1983;
- Посохов Александр Георгиевич — август — декабрь 1983;
- Акимов Валерий Григорьевич — декабрь 1983 — июнь 1984;
- Середа Владислав Антонович — июнь — сентябрь 1984;
- Скородумов Александр Иванович — сентябрь 1984 — октябрь 1986;
- Касинский Александр Андреевич — декабрь 1986 — август 1987;
- Телицын Вячеслав Матвеевич — август 1987 — август 1988;
- Набздоров Святослав Адамович — 1988—1992;
- Локтионов Григорий Алексеевич — 1992—1994;
- Савицкий Владимир
- Апакидзе Владимир
- Суровикин, Сергей Владимирович;
- Зяблицкий
- Миненков Сергей Михайлович
- Тимошенко Андрей Станиславович — ноябрь 2013 — февраль 2015